# Артищево
Арти́щево — деревня в Степановском сельском поселении Галичского района Костромской области России.

## География
Деревня расположена на северном берегу Галичского озера.

## История
В 1780 году в деревне находилась усадьба, в которой было три господских дома, принадлежавшие И. Ф. Нелидову, И. Н. Бартеневу и М. И. Циклер.
Согласно Спискам населенных мест Российской империи в 1872 году деревня относилась к 1 стану Галичского уезда Костромской губернии. В ней числилось 12 дворов, проживало 42 мужчины и 57 женщин.
Согласно переписи населения 1897 года в деревне проживало 157 человек (81 мужчина и 76 женщин).
Согласно Списку населенных мест Костромской губернии в 1907 году деревня относилась к Вознесенской волости Галичского уезда Костромской губернии. По сведениям волостного правления за 1907 год в ней числилось 27 крестьянских дворов и 193 жителя. Основными занятиями жителей деревни, помимо земледелия, был малярный и плотницкий промыслы, сельскохозяйственные работы.
До муниципальной реформы 2010 года деревня входила в состав Толтуновского сельского поселения.

## Население
| 2008 | 2010 | 2012 | 2014 |
| ---- | ---- | ---- | ---- |
| 7    | →7   | ↘6   | →6   |